# Estrutura interna da Lua

## Visão Geral

A Lua é um corpo diferenciado, formado por uma geoquímica distinta, crosta, manto e núcleo. Acredita-se que essa estrutura tenha resultado na cristalização fracionada do oceano de magma lunar pouco depois da sua formação, a cerca de 4,5 bilhões de anos atrás.
Mapeamentos geoquímicos na órbita lunar indicam que a sua crosta possui uma larga quantidade de anortositos na sua composição. Em termos de elementos, a crosta lunar possui, principalmente, oxigênio, silício, magnésio, ferro, cálcio, alumínio, Hélio-3 e quantidades menores (mas importantes) de titânio, urânio, tório, potássio, hidrogênio, entre outros elementos. Estima-se que a crosta lunar tem cerca de 50 km de espessura no seu lado visível na Terra, e cerca de 100 km no seu lado oculto. O manto da Lua tem cerca de 1000 km de espessura, e o núcleo de 700 km de raio.
A Lua tem uma densidade média de 3.346,4 kg/m³, o que a torna a segunda lua mais densa do Sistema Solar, atrás apenas da lua de júpiter, Io.
As investigações sobre as camadas internas da Lua baseiam-se nos dados obtidos por sismógrafos instalados em certos pontos do satélite colocados durante as missões Apollo. Experimentos para criar ondas sísmicas e analisar a estrutura do satélite foram conduzidos colidindo-se estágios liberados dos foguetes das missões Apollo em pontos específicos da superfície lunar.
Contudo, verificou-se que a Lua não é tão geologicamente inerte quanto se imaginava, apresentando três tipos principais de tremores. Alguns deles ocorrem devido à diferença de temperaturas entre o dia e a noite lunar, como resultado da contração e da dilatação térmica das rochas, causando seu leve movimento. Outro tipo comum de tremor tem origem nas profundezas do satélite, a mais de mil quilômetros de profundidade na transição entre a parte sólida e a fundida do manto. Chama a atenção que os pontos de origem dos tremores se encontram próximos uns dos outros, ou seja, os tremores parecem compartilhar o mesmo epicentro. A origem deste tipo de tremor possivelmente reside na liberação da tensão existente por conta da rigidez diferenciada das duas camadas. Por fim, o terceiro tipo de tremor ocorre a cerca de 300 km de profundidade e é o mais forte registrado na Lua, embora atinja em média somente 4 graus na escala Richter, ou seja, é fraco comparado com os sismos terrestres. Possivelmente formado pela acomodação das rochas nas camadas intermediárias do satélite.